# Três Corações (empresa)

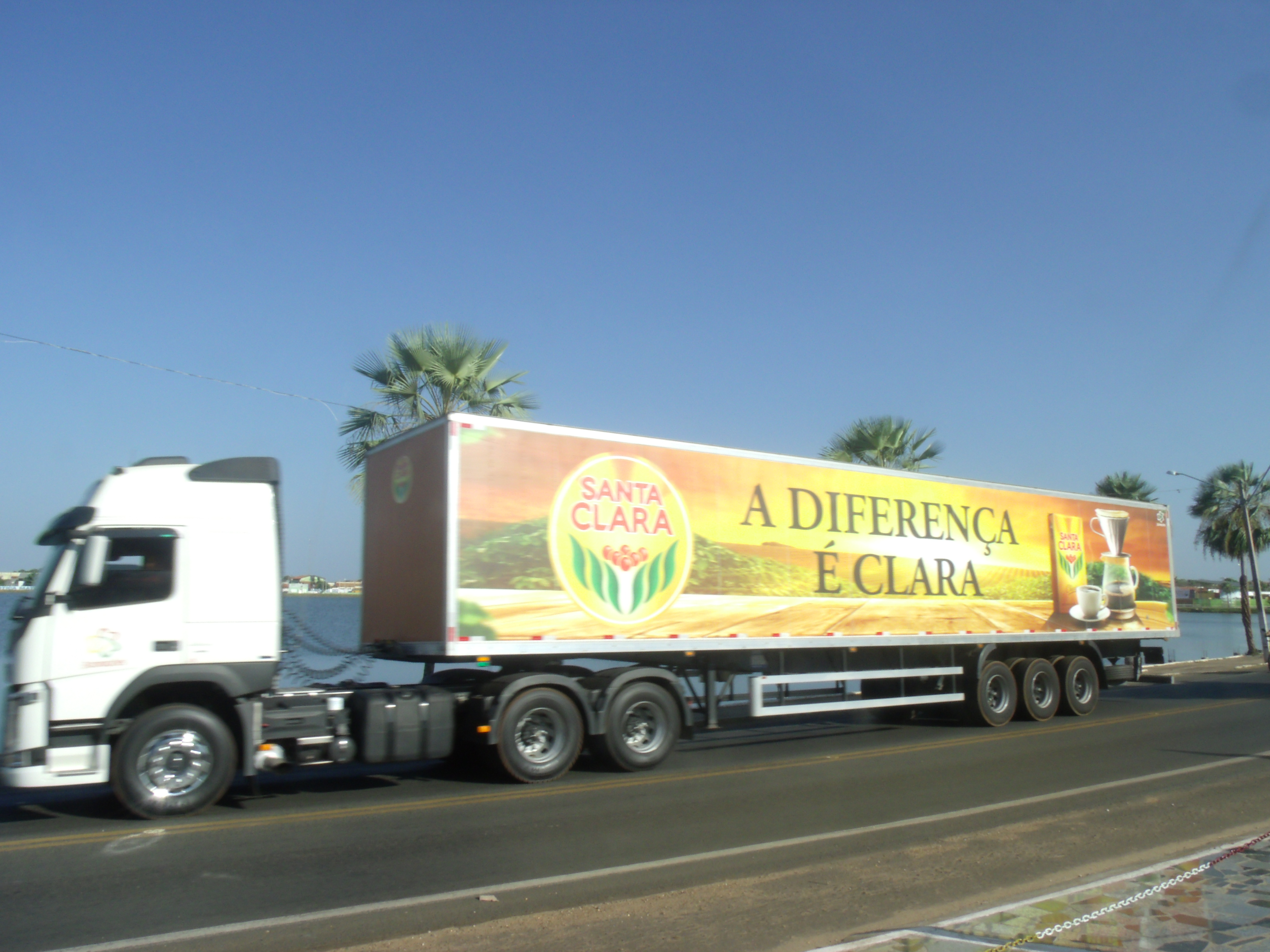
Carreta do Café Santa Clara, uma das marcas do grupo

A 3corações é uma empresa alimentícia brasileira que surgiu de um empreendimento conjunto entre a brasileira São Miguel Holding, dona da empresa Santa Clara, e a israelense Strauss, proprietária da empresa Café Três Corações. A empresa atua em vários segmentos, entre os principais são o café, máquinas multi-bebidas, produtos derivados do milho, temperos, achocolatados e refrescos.
Segundo a Associação Brasileira da Indústria de Café (ABIC), atualmente é a maior empresa brasileira no setor de café. Seu faturamento em 2022 foi da ordem de dez bilhões de reais.

## História

### Santa Clara (1959–2005)
Em 1959, João Alves de Lima, conhecido como João Rufino, deu início às atividades da empresa em São Miguel, Rio Grande do Norte, com a comercialização de café verde. Em 1961, ele comprou um moinho e passou a torrar e moer os grãos de café, surgindo assim o café Nossa Senhora de Fátima.
Em 1970, a aceitação do produto aumentou e João Rufino passou a comprar o café verde diretamente nas regiões cafeeiras do país. Pouco depois, em 1973, João Rufino tornou-se um dos sócios-fundadores da Associação Brasileira da Indústria do Café (ABIC).
Em 1984, João Rufino passou o comando da empresa para seus filhos, Pedro, Paulo e Vincente Lima, que criam a JAL — João Alves de Lima Ltda., para comercializar o café Nossa Senhora de Fátima. No ano seguinte, em 1985, o café Nossa Senhora de Fátima foi renomeado para café Santa Clara. No ano de 1988, a empresa implantou uma filial em Mossoró para venda e distribuição do produto, iniciando a expansão e consolidação da empresa no Rio Grande do Norte. Em 1989, foi inaugurada a fábrica em Eusébio, Região Metropolitana de Fortaleza, Ceará, e foi constituída a empresa Santa Clara Indústria e Comércio de Alimentos. Na época, o cantor Fagner tornou-se o primeiro garoto-propaganda da Santa Clara. Em 1993, o Moinho Santa Clara foi instalado em Mossoró, um empreendimento voltado à fabricação de produtos derivados do milho, surgindo a marca Dona Clara. Em 1995, adotou-se Grupo Santa Clara como marca institucional. Em 1996, a Santa Clara assumiu o controle da marca de café Kimimo.
Em 1999, foi criada a São Miguel Holding e Investimentos, uma holding para gerenciar os negócios da família Lima. A marca de café Pimpinela, do Rio de Janeiro, foi incorporada pela empresa no ano de 2003, marcando, assim, a expansão dos negócios para a região sudeste. Em 2005, a Santa Clara ganhou o prêmio "Melhores do Agronegócio" da Editora Globo.

### Café Três Corações (1970–2005)
Em 1970, os irmãos Mauro Alves, Jan Sérgio de Oliveira e Pedro Basílio fundaram a empresa Café Três Corações, no município de Santa Luzia, na Região Metropolitana de Belo Horizonte, Minas Gerais. Era uma pequena e modesta torrefadora e distribuidora que comercializava o café 3 Corações.
No início da década de 1980, a Café Três Corações era uma empresa regional que se encontrava em dificuldades financeiras, sem infraestrutura para competir no mercado com grandes marcas. Tal situação acarretou em sua venda o cafeicultor Aprígio Tavares, onde passou por reestruturação. Em 2000, o grupo israelita Strauss-Elite adquiriu a empresa dona do café 3 Corações.

### Fusão (2005)
Em dezembro de 2005, a São Miguel e a então Strauss-Elite anunciaram a joint venture Santa Clara Participações e Empreendimentos, incorporando a marca de café e cappuccino 3 Corações ao grupo Santa Clara. Tanto a São Miguel quanto a Strauss possuem 50% do negócio.
Tentativas de fusão da Santa Clara com outras empresas aconteceram anteriormente. A primeira foi em 1998, quando se tentou fusão com a Café Damasco, porém o acordo não foi concretizado. No ano seguinte, a mesma Strauss tentou sem sucesso fusão com o grupo Santa Clara. Segundo Pedro Lima, o negócio não foi fechado na época porque o acordo dividiria a empresa meio a meio, porém a Strauss pediu o comando da operação quando foram assinar o contrato e o negócio não foi fechado.

### Santa Clara Participações (2005–2010)
Em 2009, a Santa Clara Participações adquiriu o Café Letícia e consolidou sua liderança no estado de Minas Gerais. No mesmo ano, expandiu sua área de atuação para o ramo de sucos em pó, ao comprar da Unilever as marcas Frisco e Tornado. Este ano também marcou a primeira vez que o grupo faturou mais de R$ 1 bilhão, quando foi aferido faturamento bruto de R$ 1,45 bilhão.

### 3corações (2010–presente)
Em 2010, o grupo decidiu alterar sua marca institucional para 3corações, enquanto que sua razão social passou a ser denominada Três Corações Alimentos.
A estratégia de expansão através de aquisições continuou nos anos seguintes. Em 2014, a 3corações anunciou a aquisição da marca de café e cappuccino Itamaraty. Uma das últimas aquisições do grupo 3corações foi a Cia. Iguaçu de Café Solúvel, proprietária das marcas Iguaçu, Cruzeiro e Amigo, no ano de 2016.
Em 2016, fechou um acordo para ser a fornecedora de café, com a marca 3 Corações, dos Jogos Olímpicos e Paraolímpicos da Rio 2016.

## Produtos
Em julho de 2023, a 3corações tinha em seu portfólio os cafés 3 Corações, Café Iguaçu, Santa Clara, Pimpinela, Kimimo, Letícia, Fort, Fino Grão, Divinópolis, Café do Doutor, Café Bangu, Gerónymo, Itamaraty, Café Cafeara, Café Americano, Café Brasileiro, Café Londrina, Café Amigo, Café 3 Fazendas, Café Bandeira, Café Cirol, Café Premiado, Café Betania, Café do Cuca, Café Toko, Café Manaus, .br, Cruzeiro, Ouribom e Charm; o achocolatado Chocolatto; a máquina multibebidas TRES; os refrescos Frisco e Tornado; o e-commerce Mercafé; e os produtos de milho e temperos Dona Clara, Kimimo e Claramil.